# ポリ(3-ヒドロキシ酪酸)デポリメラーゼ
ポリ(3-ヒドロキシ酪酸)デポリメラーゼ (poly(3-hydroxybutyrate) depolymerase, EC 3.1.1.75) は、次の化学反応を触媒する酵素である。
[(R)-3-ヒドロキシブタン酸]n + H2O {\displaystyle \rightleftharpoons } [(R)-3-ヒドロキシブタン酸]n-x + [(R)-3-ヒドロキシブタン酸]x ; x = 1-5
したがって、この酵素の基質は[(R)-3-ヒドロキシブタン酸]nと水、生成物は[(R)-3-ヒドロキシブタン酸]n-xと[(R)-3-ヒドロキシブタン酸]xである。
この酵素は加水分解酵素に属し、特にカルボン酸エステルに作用する。系統名はpoly[(R)-3-hydroxybutanoate] hydrolaseで、別名にPHB depolymerase、poly(3HB) depolymerase、poly[(R)-hydroxyalkanoic acid] depolymerase、poly(HA) depolymerase、poly(HASCL) depolymeraseおよびpoly[(R)-3-hydroxybutyrate] hydrolaseがある。

## 構造学
2007年現在、2つの三次構造が解明されており、蛋白質構造データバンクの2D80と2D81にコードされている。